# Georgios Bartzokas
Georgios Bartzokas és un entrenador de bàsquet grec.
Bartzokas ha dirigit, com a entrenador de bàsquet, el Maroussi BC (2009-10), en què va començar des de les categories inferiors i l'Olimpia Larissa (2006-2009).
Realitzà una gran temporada amb el Panionios BC, que el va portar a les semifinals de la lliga grega, en què van caure derrotats davant l'Olympiacos BC.
El 2012 Bartzokas es converteix en tècnic de l'Olympiacos BC i substitueix Dusan Ivkovic. Repeteix l'èxit que va tenir l'entrenador serbi, ja que va guanyar l'Eurolliga de l'any 2013 després de remuntar en la final al Reial Madrid de Pablo Laso.
L'octubre de 2014, el tècnic grec abandona l'equip del Pireu després de la derrota a la copa davant el Panathinaikos BC. En aquell partit va ser agredit i increpat per un grup radical de seguidors.
L'estiu de 2015 fitxa per un parell de temporades pel Lokomotiv Kuban de Krasnodar. Arriba a la Final Four de Berlín després de derrotar el Barça a quarts de final.
El 8 de juliol de 2016 va firmar un contracte amb el FC Barcelona bàsquet per ser-ne l'entrenador les tres temporades següents.
El 7 de juny de 2017 es fa oficial la seva destitució com a entrenador del FC Barcelona Lassa, després d'una decebedora temporada 2016-2017.